# Norbert Hans
Norbert Hans (ur. 28 sierpnia 1944 w Pabianicach, zm. 1 października 2024 tamże) – polski artysta plastyk.

## Życiorys
Pochodzi z rodziny o tradycjach muzycznych, dzięki której otrzymał gruntowne wykształcenie muzyczne. 
Absolwent I Liceum Ogólnokształcącego im. Jędrzeja Śniadeckiego w Pabianicach, w którym otrzymał świadectwo dojrzałości w 1963 roku. W 1972 ukończył studia na Wydziale Tkaniny Państwowej Wyższej Szkoły Sztuk Plastycznych w Łodzi.
Od ukończenia studiów był na stałe związany ze swoim rodzinnym miastem Pabianicami. Zaprojektował wielobarwną winietę dla regionalnego tygodnika "Życie Pabianic".
Tworzył w dziedzinie malarstwa, grafiki, rzeźby i tkaniny artystycznej. Przez wiele lat prowadził swoją pracownię plastyczną, w której między innymi przygotowywał przyszłych kandydatów na kierunki plastyczne.
Jego prace znajdują się w licznych zbiorach prywatnych i publicznych w Polsce i za granicą, między innymi w galerii sztuki Bilderhaus we Frankfurcie nad Menem, Centralnym Muzeum Włókiennictwa w Łodzi i w Muzeum Miasta Pabianic.
W latach 1998–2002 był radnym Rady Powiatu Pabianickiego. Za zasługi dla miasta Pabianic w roku 2008 otrzymał tytuł honorowego Obywatela Miasta Pabianic.
W ramach cyklu „Nasz Region - Ikony Kultury Pabianic" w 2011 został wybrany na Ikonę Kultury Pabianic.

## Galeria

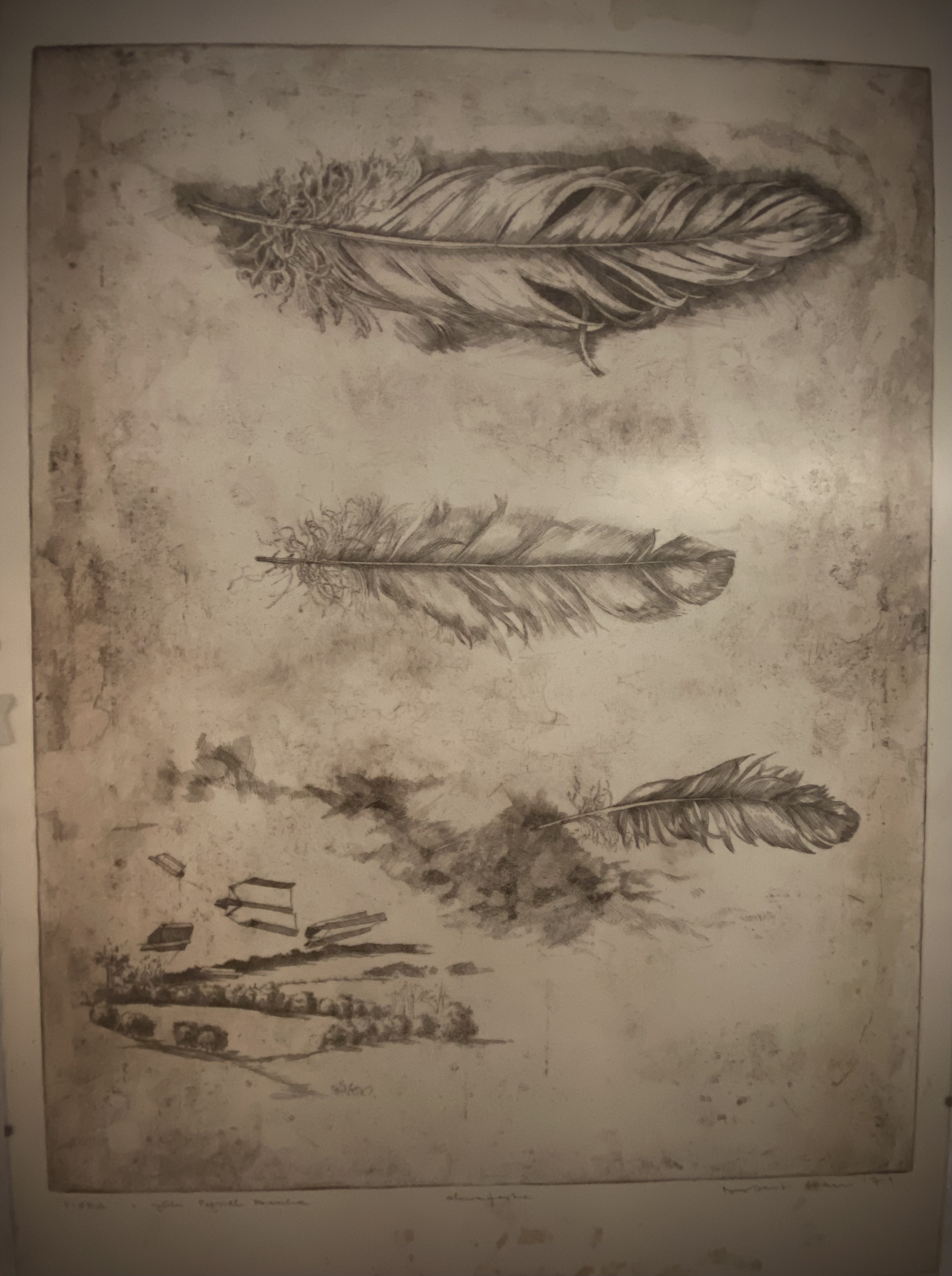
Pogrzeb ptaszka (akwaforta 1979) (własność prywatna - Niemcy)
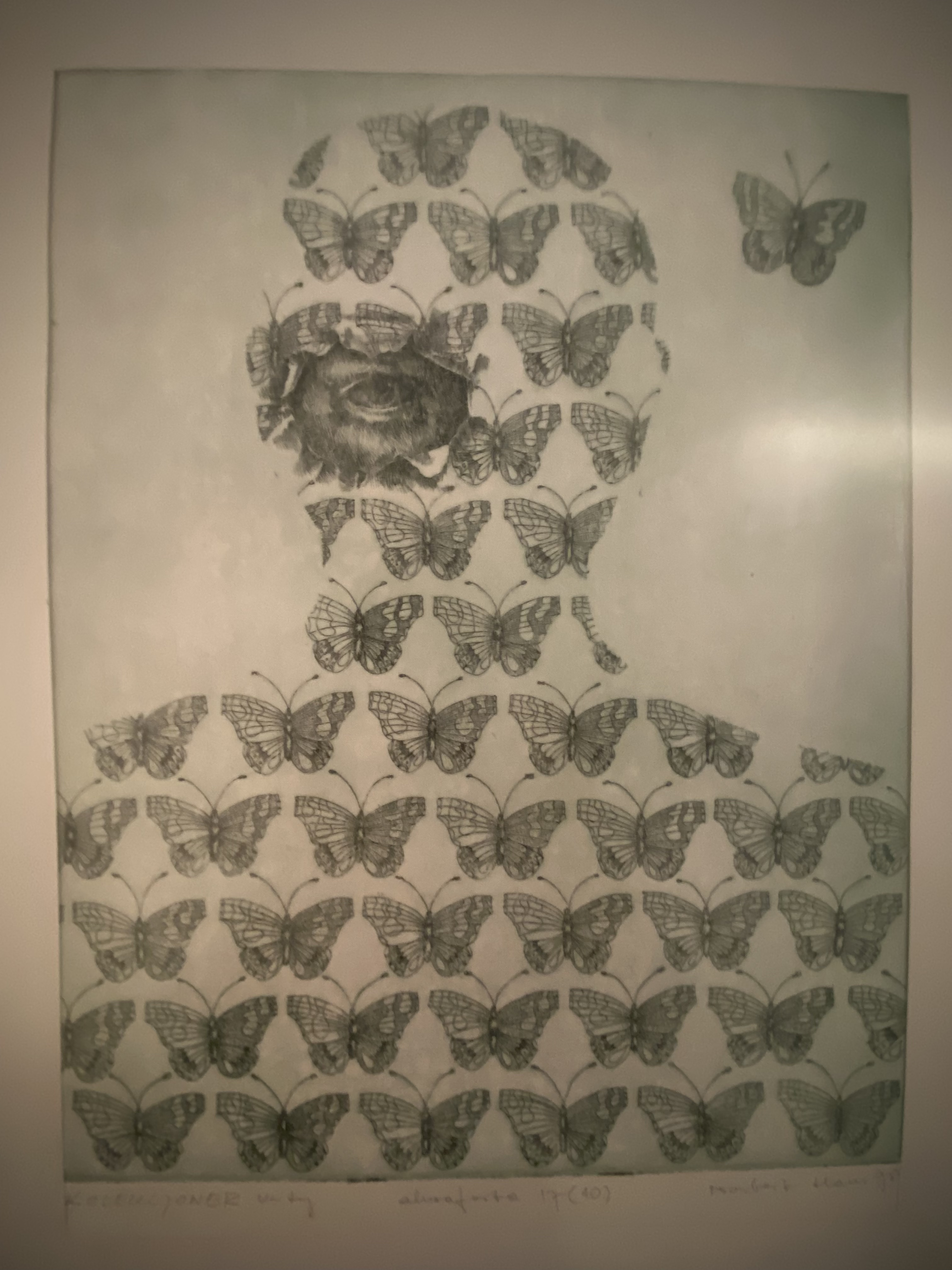
Kolekcjoner (akwaforta 1978) (własność prywatna - Niemcy)
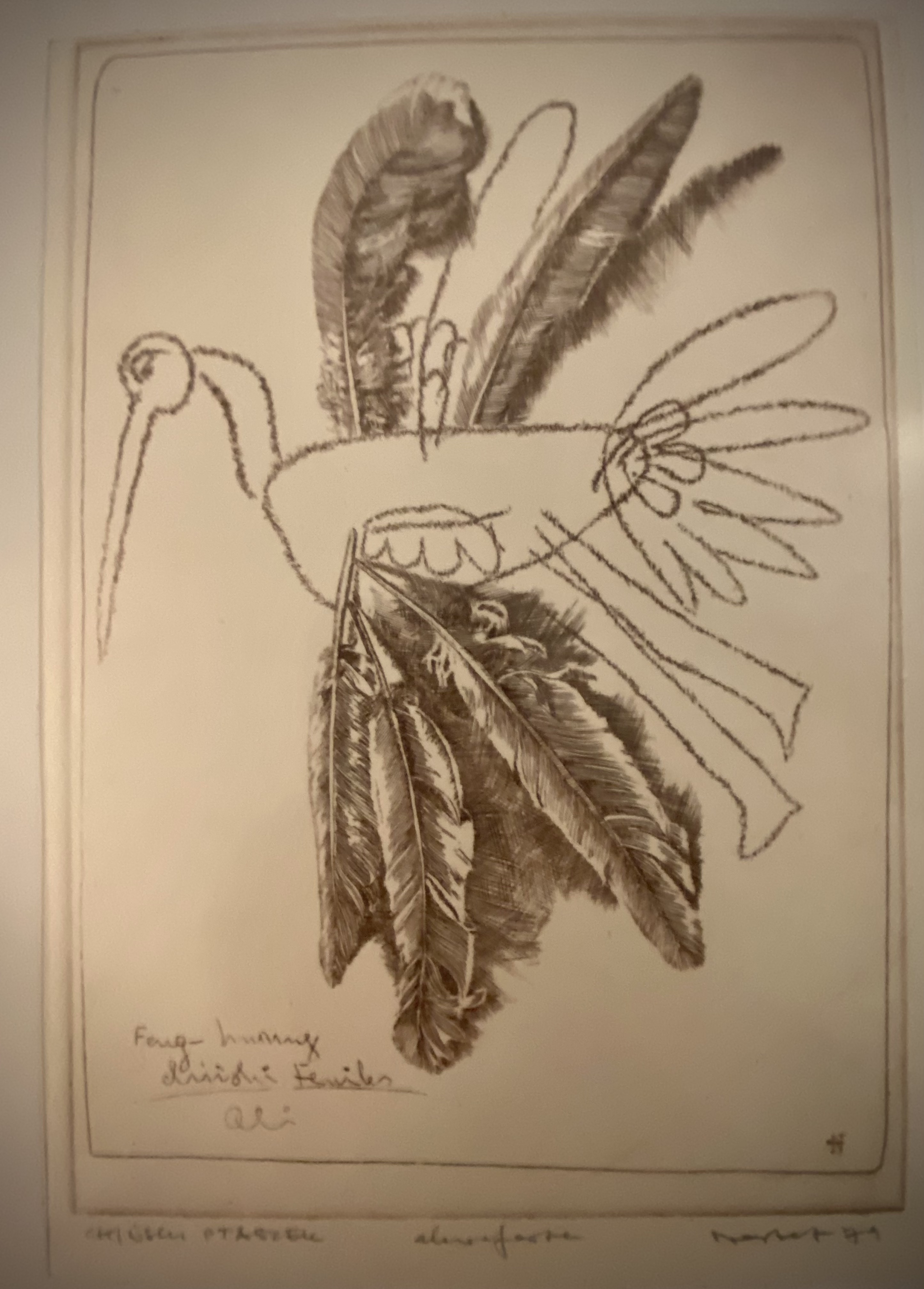
Chiński ptaszek (fragment tkaniny artystycznej Chiński Feniks) (akwaforta 1979) (własność prywatna - Niemcy)
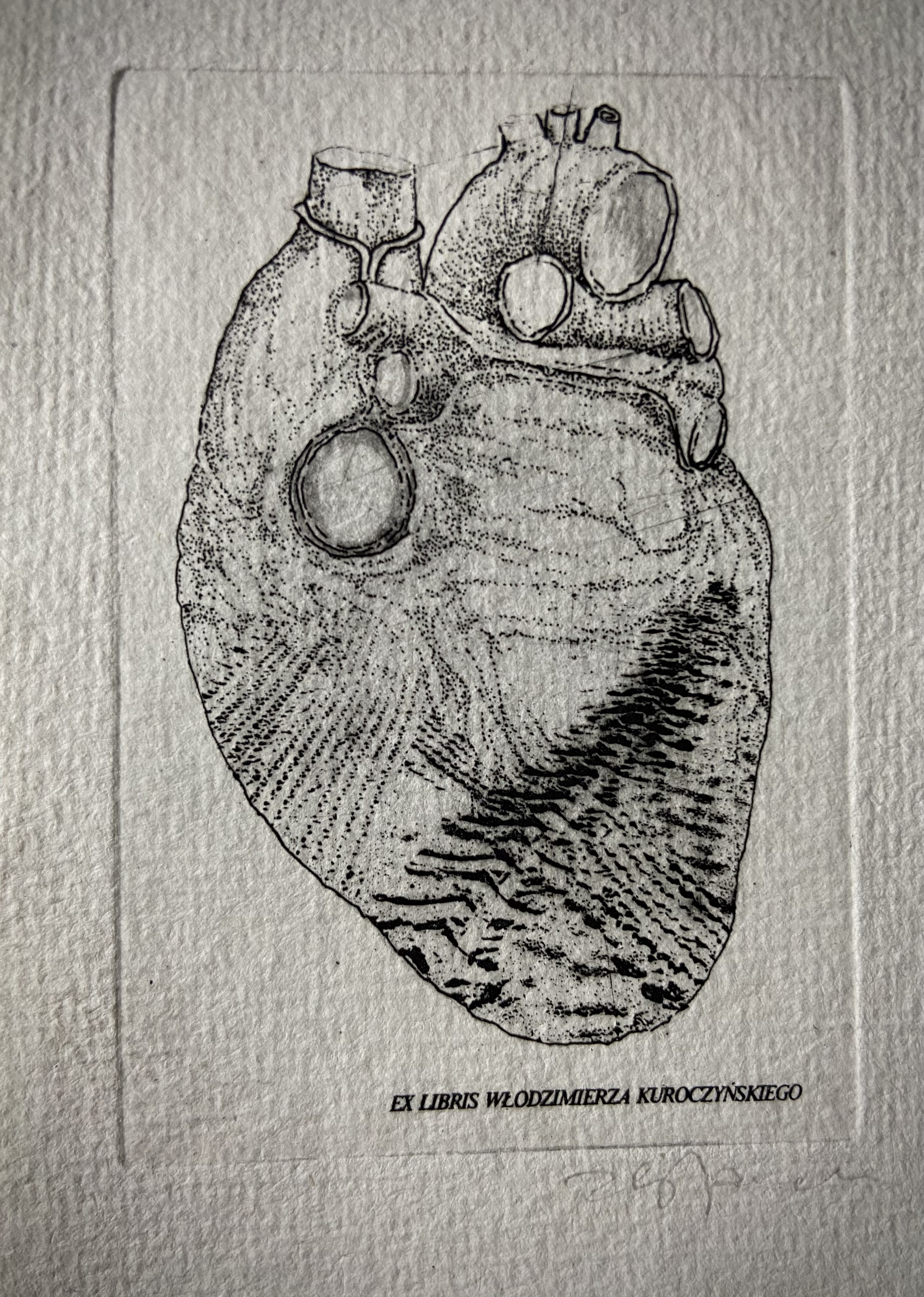
EX LIBRIS Włodzimierza Kuroczyńskiego (autor Norbert Hans)